# مدارس الملك عبد الله الثاني للتميز
مدارس الملك عبد الله الثاني للتميز أُنشئت مدارس الملك عبدالله الثاني للتميز بمكرمة ملكية لتقديم نمط تعليمي إثرائي يراعي مواهب الطلبة المبدعين وإمكاناتهم ويفتح لهم المجال ويهيئ لهم الظروف للتجديد والإبداع ضمن بيئة تعليمية مناسبة. افتُتحت أول مدرسة من مدارس الملك عبد الله الثاني للتميز في محافظة الزرقاء في مطلع العام الدراسي 2001/2002 ، ولاحقا افتُتحت بقية المدارس إلى أن شملت محافظات المملكة كافة في 13 فرع في 12 محافظة أردنية.
يتم قبول الطلبة واختيارهم في هذه المدارس بناءً على معايير محددة، حيث يتم ترشيح ما نسبته 10% من الطلبة الحاصلين على أعلى المعدلات في الصف السادس الأساسي في المواد الدراسية: اللغة العربية, اللغة الإنجليزية, الرياضيات, العلوم، ويخضع هؤلاء الطلبة إلى اختبارات تشرف عليها وتنفذها وزارة التربية والتعليم بحيث يتم قبول الطلبة الذين حققوا أعلى النتائج وضمن الطاقة الاستيعابية للمدرسة.
حصد طلبة مدرسة الملك عبدالله الثاني للتميز في محافظة إربد المركزَ الأول في بطولة الروبوت الآلي التي أقيمت في ولاية تكساس الأميركية (2017) وهي أكبر مسابقة عالمية للروبوت في العالم، وهو أول فريق في العالم يحصد أربع جوائز في هذه المسابقة، وأول فريق أردني يتوَّج بلقب بطل العالم. وهذه الجوائز هي: جائزة بطل العالم للروبوت، وجائزة المرحلة النهائية لبطل العالم، وجائزة المركز الثاني في تنفيذ مهام الطاولة، وجائزة أفضل مدرب في العالم.
حازت المدرسة على وسام الاستقلال من الدرجة الأولى، تقديراً لدورها الريادي كحاضنة للإبداع، ولتميزها في إعداد طلبتها ورعايتهم. يشار إلى أن طلبة مدارس الملك عبد الله الثاني للتميز يحققون سنوياً مراكز متقدمة على مستوى الأردن في امتحان الثانوية العامة.
مدرسة الملك عبدالله كانت وما زالت حاضنة للإبداع بكادرها الإداري والتعليمي المتميز وبطلبتها الموهوبين 
وإنه لمن الجدير بالذكر أن مدرسة الملك عبدالله الثاني للتميز التابعة لمحافظة إربد أولت القراءة أهمية كبيرة خاصة بعد ان حصد الطالب المتفوق راشد الخطيب المركز الأول على مستوى الأردن والثالث على مستوى العالم في تحدي القراءة العربي بموسمه السابع . وكانت المدرسة قد حصدت جائزة المدرسة المتميزة في هذا التحدي لعام 2023-2024 . يسعى هذا الصرح المتميز إلى تعزيز ثقافة القراءة عند الشباب المتميز الأردني بإشراف من أساتذة متميزين استحقوا الذكر في هذا المقال كالمعلمة المتميزة فداء داوود والحاصلة على جائزة الملكة رانيا للعام 2023-2024